# Norr-Hede
Norr-Hede ist ein Ort (Tätort) in der schwedischen Provinz Jämtlands län und der historischen Provinz Härjedalen in der Gemeinde Härjedalen. Auf der gegenüberliegenden Seite des Flusses Ljusnan liegt der größere und bekanntere Ort Hede.
Durch Norr-Hede führt der Riksväg 84 (Sveg–norwegische Grenze) und der Länsväg Z 537 (nach Särvsjön).